# شاهدخت آیاکو تاکه‌دا
شاهدخت آیاکو سانو (به ژاپنی: 佐野禮子, Sano Ayako); ۴ ژوئیهٔ ۱۹۱۳ – ۳ سپتامبر ۲۰۰۳) آریستوکراسی (طبقه) اهل ژاپن بود. دختر شاهزاده تسونه‌هیسا تاکه‌دا و شاهدخت ماساکو تاکه‌دا و نوه امپراتور میجی بود.